# Polder de Söllingen et Greffern

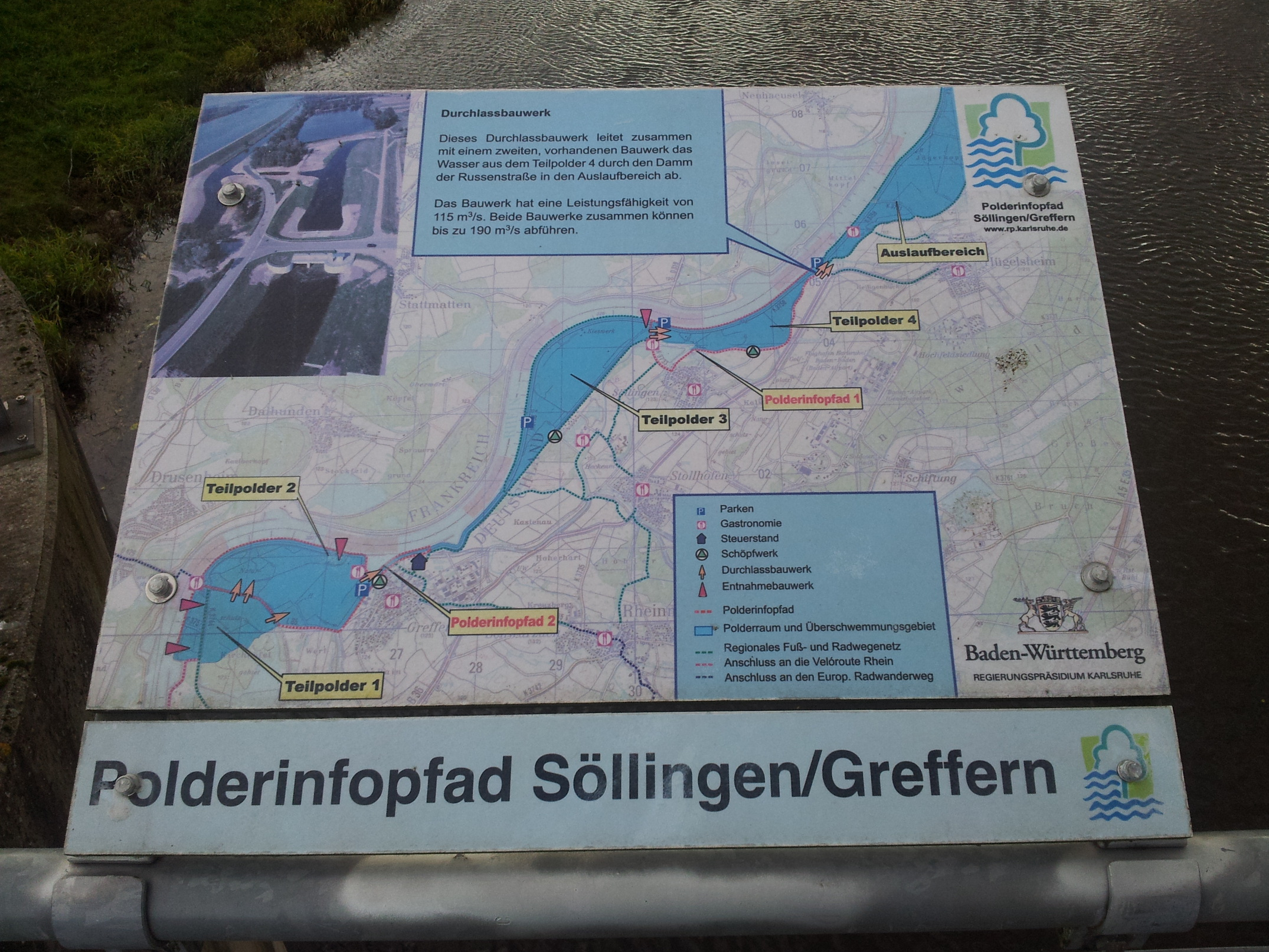
Panneau d'information du polder de Söllingen et Greffern

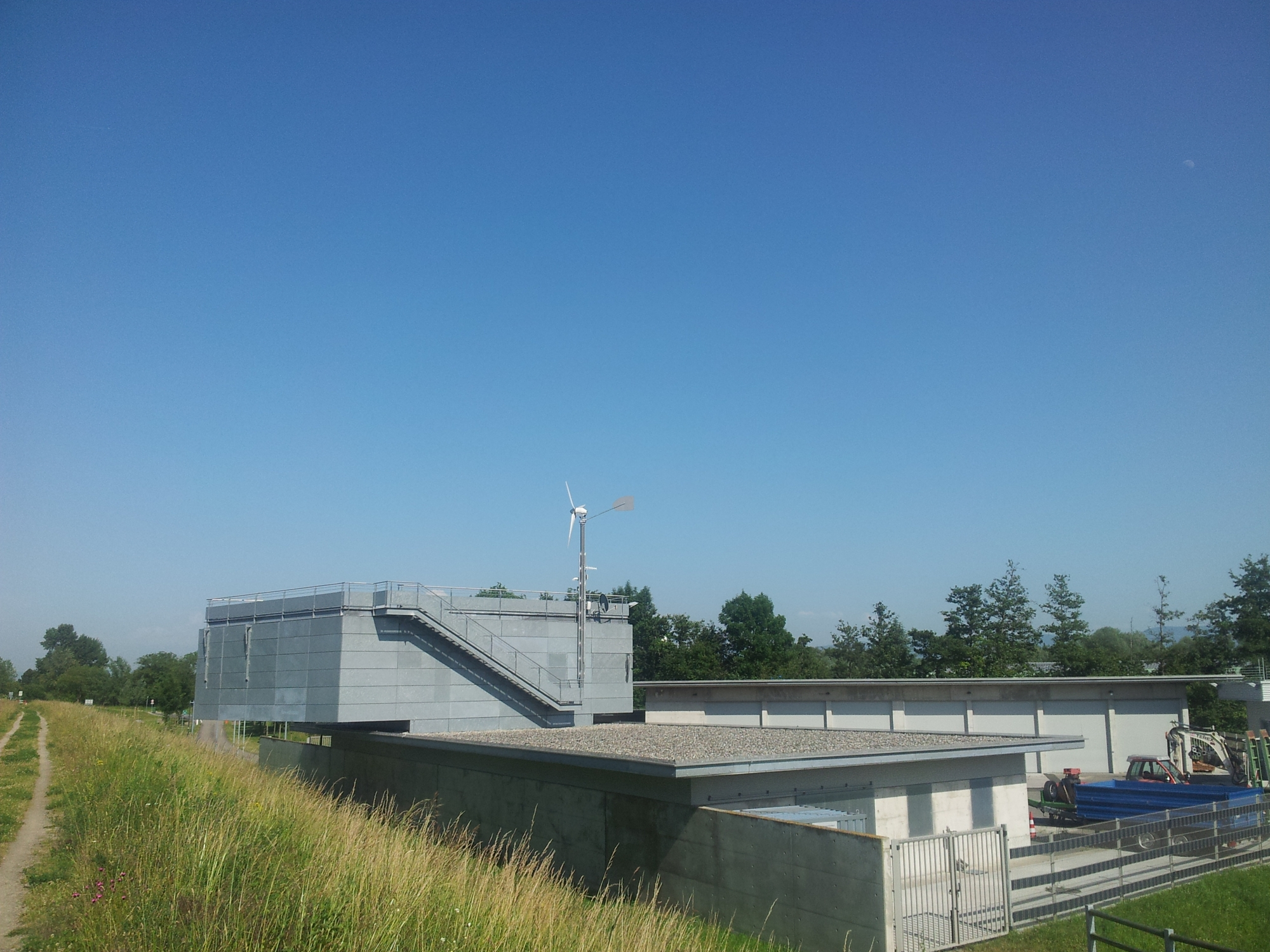
Centre névralgique

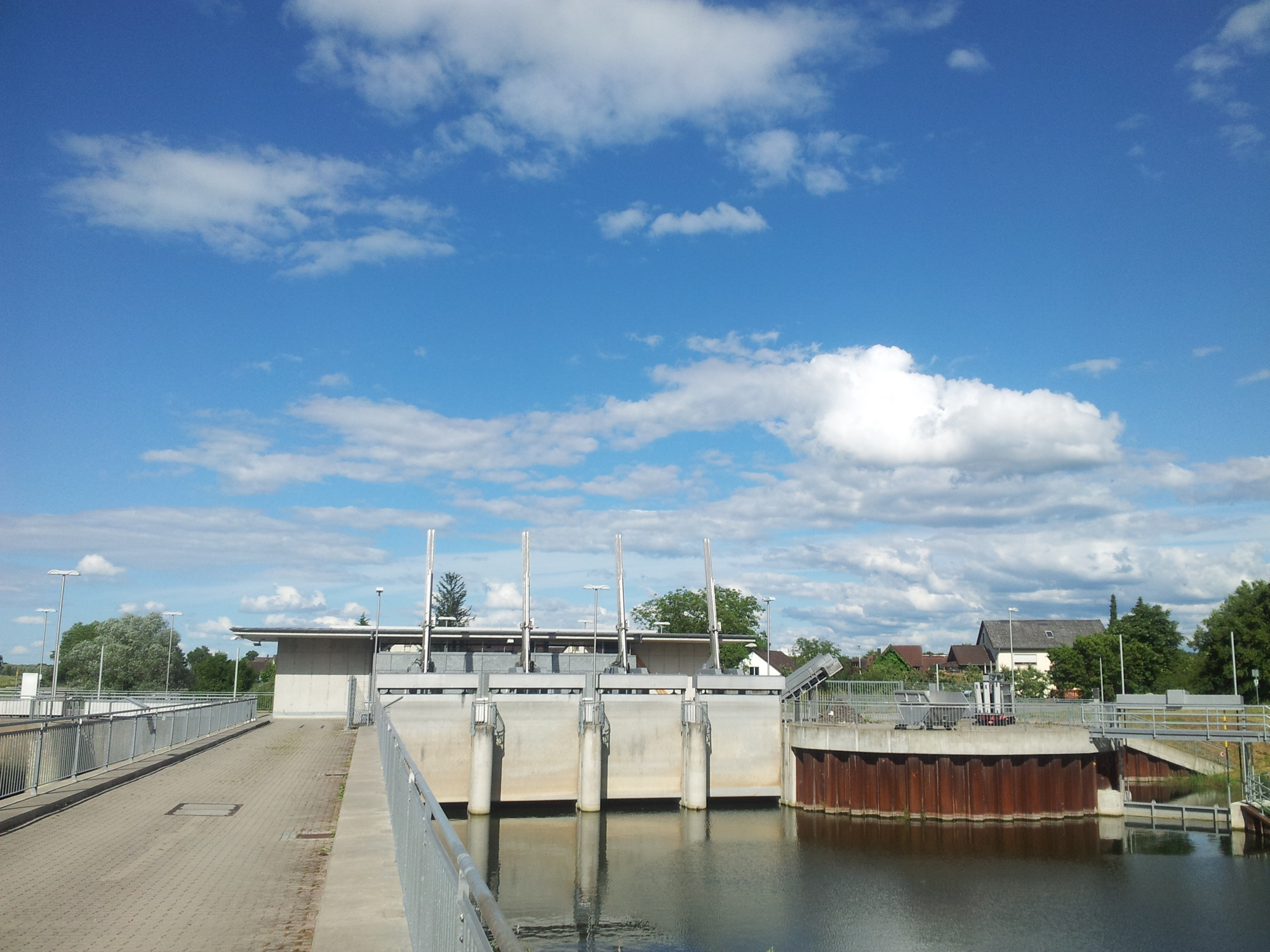
Ouvrage de pompage de l'Acher à Greffern

Le polder de Söllingen (de) et Greffern (de) est un bassin de rétention pour protéger des inondations dans le Rhin supérieur. Situé dans les quartiers de Greffern et Söllinger de la commune de Rheinmünster,  le polder qui s'étend sur 580 ha et est construit entre 1998 et 2005 peut contenir un volume allant jusqu'à 12 millions de m3 d'eau.
La construction du polder s'inscrit dans le cadre du programme intégré du Rhin, qui vise à récupérer les zones inondables qui ont été perdues lors de la construction de barrages dans le Rhin supérieur à partir de 1928. On attribue cette perte des zones inondables au fait que la section d'expansion du Rhin en aval du barrage d'Iffezheim ne suffit plus à évacuer les grandes crues sans risque de rupture de barrage. Au total, treize nouvelles zones de rétention doivent être créées dans le Bade-Wurtemberg dans le cadre du programme intégré du Rhin.
La zone de rétention, composée de quatre polders partiels, est située dans une zone principalement boisée ou utilisée pour l'extraction de gravier dans les gravières. Plus de 100 mesures individuelles ont été nécessaires pour la construction: quatre ouvrages de prélèvement ont été construits dans la digue latérale du Rhin, par lesquels jusqu'à 445 m3 par seconde d'eau du Rhin peuvent s'écouler dans les polders. Du côté intérieur, le polder est principalement délimité par des digues existantes contre les hautes eaux, réactivées; de nouvelles digues ont été construites sur une longueur de quatre kilomètres. De nombreux passages ont été construits pour relier les quatre sous-polders et pour maintenir les routes et chemins existants praticables. Les croisements de routes secondaires dans les polders en eau ont également été aménagés en tant que gués. Trois stations de pompage ont été construites pour éviter que le niveau de la nappe phréatique ne soit trop élevé à l'intérieur des terres. Une station de pompage construite près de Greffern sert à l'évacuation de l'Acher, dont le cours inférieur est utilisé pour relier les polders partiels. Dans la zone de Greffern, qui borde directement le polder, une galerie de puits a été construite pour abaisser le niveau de la nappe phréatique. Le centre névralgique des polders a également été construit à Greffern. Deux sentiers de découverte des polders ont été aménagés pour informer la population.

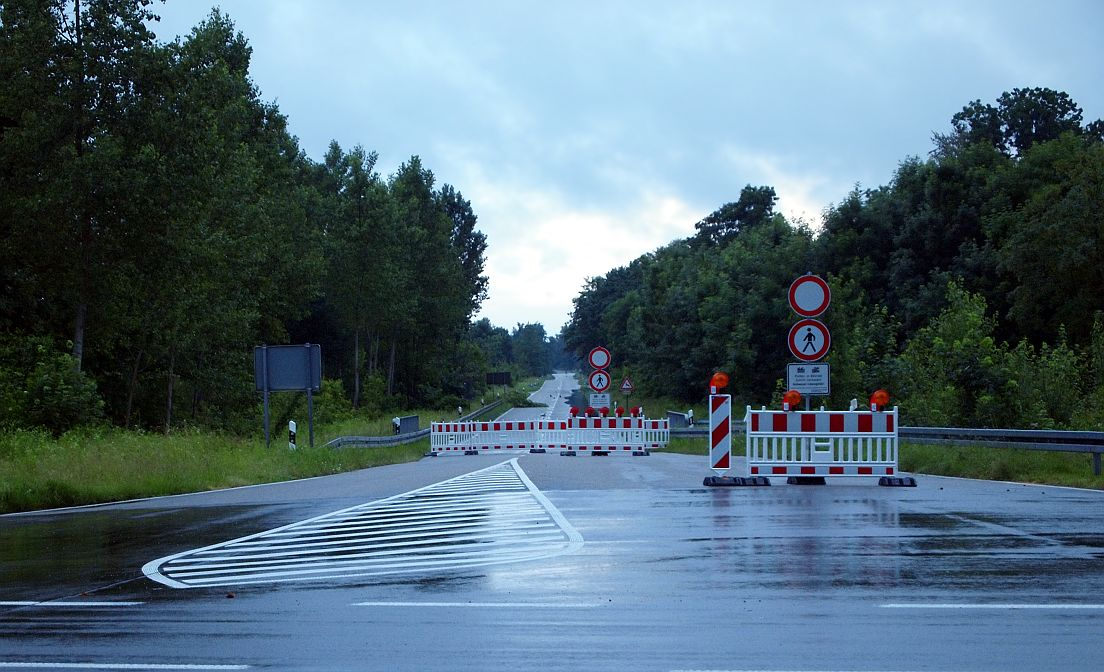
Polder en service, routes bloquéesǃ

Au total, 67,5 millions d'euros ont été investis, dont 40% par le gouvernement allemand et 20% chacun par les Länder de Bade-Wurtemberg, de Hesse et de Rhénanie-Palatinat. Lors de l'inauguration en novembre 2005, on a supposé que le polder pouvait abaisser le niveau d'eau du limnimètre de Karlsruhe-Maxau jusqu'à 40 centimètres, mais qu'il n'était pas possible d'influencer le niveau d'eau du Rhin moyen au limnimètre de Cologne.
En décembre 2010, on a profité d'une crue du Rhin pour remplir complètement le polder pour la première fois. Selon le district de Karlsruhe, qui exploite l'installation, le test a été réussi. On prévoit qu'il faudra inonder le polder en moyenne tous les 30 ans pour le protéger des inondations. En outre, des inondations « écologiques » auront lieu, l'eau du Rhin étant conduite vers les eaux du polder environ 190 jours par an. Environ six jours par an, la zone du polder sera également inondée hors des périodes de crue . L'objectif de l'inondation « écologique » est de créer des conditions de type plaine alluviale afin que les forêts et les communautés biotiques de la région des polders soient préparées à une inondation complète. L'inondation « écologique » est réalisée lorsque le débit du Rhin dépasse 1100 mètres cubes par seconde. Jusqu'à 49 m3 par seconde s'écoulent dans le polder. En cas d'inondation, des zones encore plus hautes sont fermées pour permettre au gibier de s'échapper vers des zones de refuge calmes.
L'Institut des plaines inondables du WWF, de Rastatt, a pris part à la planification de l'inondation « écologique », qui a préparé en 1992 l'étude d'impact du polder de Söllingen et Greffern. Dans une interviou accordée au Stuttgarter Zeitung, Emil Dister (de), directeur de l'Institut des plaines inondables, a cité le polder de Söllingen et Greffern comme un exemple particulièrement grave de la lenteur de la mise en œuvre du programme intégré du Rhin, même s'il n'y a pas eu de résistance significative de la part des autorités locales ou de collectifs de citoyens. En juin 2013, l'autorisation pour l'exploitation régulière du polder n'avait pas encore été accordée.
Du côté alsacien du Rhin, en face de la zone d'évacuation du polder de Söllingen et Greffern se trouve le polder de la Moder. Achevé en 1992, le polder peut contenir 5,6 millions de m3 d'eau sur une superficie de 240 ha,.